# SS Leonzio 1909
L'SS Leonzio 1909 Società Sportiva Dilettantistica, meglio nota come Leonzio, è una società calcistica italiana con sede nella città di Lentini, in provincia di Siracusa.
Nel corso della sua storia centenaria ha subito diversi fallimenti seguiti da varie rifondazioni, nel 1988, nel 1994, nel 2002, nel 2013, nel 2021 e nel 2022. Il club conta complessivamente 5 partecipazioni al campionato professionistico di terza serie.
I colori sociali del club sono da sempre il bianco ed il nero, mentre lo storico logo è il leone, simbolo della città di Lentini. L'impianto sede delle gare casalinghe è lo stadio Angelino Nobile, intitolato a uno dei fondatori del club lentinese.

## Storia

### Dalle origini agli anni 1980

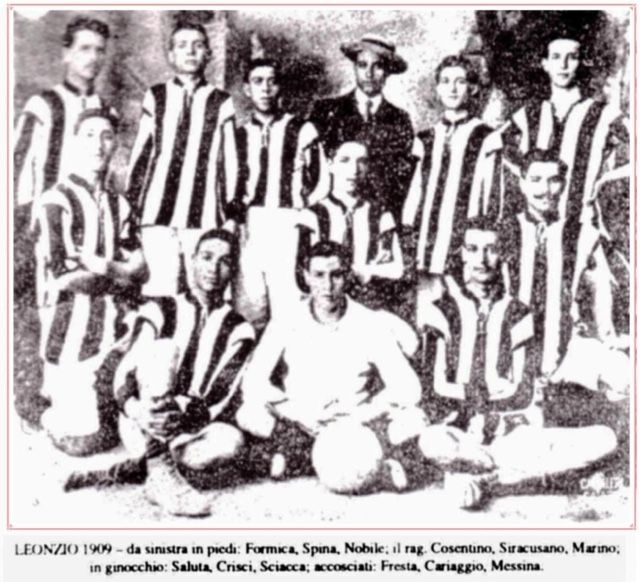
Lo Sport Club Leonzio in una delle sue prime uscite nel 1909. terzo in alto da sinistra, il fondatore del club Angelino Nobile

La prima formazione calcistica nasce nel 1909 col nome di Sport Club Leonzio, per opera di alcuni studenti lentinesi che frequentavano l'Istituto Tecnico di Augusta, e che grazie ad alcuni colleghi di Sortino, Priolo e Melilli fondarono una delle prime squadre della Sicilia orientale. Fra i padri fondatori si ricordano Giuseppe Messina, Angelino Nobile, Francesco Siracusano e Francesco Marino, che scelsero come colori sociali il bianco e il nero.
Nel 1914, la Marchesa Riso organizzò un quadrangolare con partecipanti la Catanese, il Megara Augusta, la Leonzio e la Carlentinese, mettendo in palio al vincitore del torneo un diploma ed una medaglia d'oro. La Leonzio arrivata fino in finale, affrontò i cugini della Carlentinese disputando così il suo primo derby della storia. Dapprima la gara venne giocata a Carlentini, ma per via di una rissa il match fu sospeso e rinviato. Successivamente gli organizzatori decisero di farla ripetere su un campo neutro, scegliendo come luogo Agnone Bagni. Qui la Leonzio riuscì a vincere, ma cosa più importante cominciò ad attirare le prime simpatie degli sportivi lentinesi a questa nuova disciplina.
Nella stagione 1945-1946 per la prima volta in assoluto la Leonzio viene ammessa al campionato di Serie C con Filadelfo Conti alla presidenza e Salvatore Zammataro in panchina, questa la storica rosa dei bianconeri: portiere Tagliaverga, terzini Gentile e Mirabella, mediani Di Stefano, Fardella e Di Pietro e attaccanti Puleo, Martinez, Cavaleri, Grimaldi, Scuderi, Floresta e Brogna. In terza serie, la Leonzio affronta per la prima volta il Siracusa, (all'andata sconfitta a Siracusa per 1 a 0, al ritorno vittoria dei bianconeri per 2 a 1) terminando il proprio torneo all'ottavo posto. L'anno successivo non rinnova la propria iscrizione in Serie C, ripartendo dalla Prima Divisione.

Oronzo Pugliese, cominciò la sua brillante carriera da allenatore proprio a Lentini nel 1937

Dopo dieci anni trascorsi nei campionati dilettantistici regionali, i bianconeri nella stagione 1956-1957 vengono ripescati in quarta serie grazie al completamento degli organici. Vi rimarrà per 3 stagioni fino al 1959-1960 anno in cui termina la stagione al penultimo posto, retrocedendo in Prima Categoria.
La stagione 1968-1969 è per la Leonzio ricca di soddisfazioni. Difatti vince il campionato di Prima Categoria con 51 punti, riportando 22 vittorie 7 pareggi e 1 sconfitta, approdando nuovamente in quarta serie in Serie D. La formazione tipo era: 1) Prenna, 2) Grimaldi, 3) Riggi, 4) Viola, 5) Ursino, 7) Caldarella, 7) Russo,8) Caruso, 9) Cracchiolo, 10) Rosano, 11) Contadino. L'allenatore di questa annata avvincente fu Adelmo Prenna che ricopriva anche il ruolo di giocatore.
La Leonzio rimarrà in Serie D fino alla stagione 1978-1979, e poi retrocedette nuovamente in Prima Categoria. Da rilevare la stagione 1972-1973, in cui i bianconeri non badarono a spese pur di provare a tornare in Serie C. La stagione si concluse al secondo posto, distante appena sei punti dal Marsala promosso in terza serie. Questa annata vide i lentinesi protagonisti per tutto il girone d'andata che venne concluso da capolista, lasciando presagire in una vittoria del campionato, visti soprattutto i notevoli sforzi economici sostenuti dalla società. Tra i calciatori acquistati per fare la differenza, fra tutti il portiere Golino, il giovane Fagotti proveniente dalle giovanili della Juventus e l'italo-americano William Freddie Horton scuola Milan. Tuttavia questo non bastò, in quanto a sette gare dal termine, la squadra ebbe un crollo, perdendo tutto il vantaggio accumulato dalle dirette avversarie, fino a perdere lo scontro diretto a Marsala che vanificò definitivamente la promozione.

### L'Atletico Leonzio (1988-1994) e l'accesso al professionismo

Una formazione della stagione 1989-1990, la prima in Serie C2.

Nella stagione 1987-1988, la Leonzio fu protagonista di un campionato disastroso, che la vide classificarsi ultima nel girone C di Prima Categoria, con conseguente retrocessione diretta in Seconda Categoria. Ma già nelle ultime settimane di campionato, il presidente Alfio Pappalardo e il cav. Salvatore Tabita, presidente dell'Atletico Catania, che milita in Serie C2, avviarono le trattative per un progetto di fusione tra le due società.
Tabita, deluso dallo scarso seguito di pubblico avuto dalla sua squadra (a Catania si seguiva massicciamente solo il Catania) nonostante l'abbia portata nel giro di tre anni dall'Interregionale alla Serie C2, decise di spostare il titolo sportivo a Lentini, dando vita alla Società Sportiva Atletico Leonzio. La nuova società venne ammessa al campionato di Serie C2 1988-1989, nonostante dovette far fronte ad alcuni problemi economici, che destabilizzarono non poco l'ambiente, che non mostrò fiducia incondizionata nella nuova proprietà.
Malgrado le difficoltà, il neo sodalizio bianconero riuscì a salvare la categoria. L'anno successivo, si verificarono due passaggi di proprietà nell'arco di soli tre mesi: il primo avvenne nel febbraio 1989, in cui Tabita cedette il club ad una cordata di imprenditori catanesi rappresentata da Giovanni Di Prima ed Antonino Sciuto; il secondo nel mese di maggio, quando costoro cedettero la società ad un'altra cordata di imprenditori catanesi rappresentata dal direttore sportivo Arturo Barbagallo, che ne assunse la presidenza. A stagione conclusa, nel mese di agosto, un nuovo cambio di proprietà, con l'avvento al timone del club dell'imprenditore troinese Franco Proto, con un trascorso da dirigente del Calcio Catania. La figura di Proto, lasciò non pochi dubbi nell'ambiente lentinese, in quanto fin da subito chiese all'amministrazione comunale di contribuire economicamente alle sorti del calcio cittadino, minacciando di spostare il titolo sportivo lontano da Lentini qualora non avesse avuto un giusto rendiconto. Nel frattempo, i bianconeri nella stagione 1992-1993 si classificarono al 2º posto nel girone C e ottennero una storica promozione sul campo in Serie C1.

Il Leonzio 1992-1993, che conquistò la promozione in Serie C1.

Nell'estate 1993, la FIGC deliberò l'esclusione dai campionati professionistici del Calcio Catania, che militava in Serie C1, e questo avvenimento non sfuggì al presidente bianconero, che cominciò a mettere in pratica il suo piano di riportare il titolo sportivo della squadra nella città etnea. Proto cominciò ad accusare la città di Lentini, colpevole di non supportare abbastanza la Leonzio, né politicamente, né economicamente, né numericamente in termini di spettatori medi a partita. La prima stagione in Serie C1 i bianconeri la conclusero al quattordicesimo posto, non riuscendo ad evitare i play-out per non retrocedere: questi videro prevalere la Leonzio nella doppia sfida di andata e ritorno contro il Chieti (0-0 all'andata, 1-0 in favore dei bianconeri nella gara di ritorno disputata a Lentini). Inoltre, a distanza di qualche anno, tornò a disputarsi il derby della provincia contro il Siracusa, con vittoria degli azzurri all'andata per 5-1 e vittoria bianconera al ritorno a Lentini per 1-0 con rete di Nicola Malaguarnera.

### Il ritorno della Leonzio e la ripartenza dai campionati dilettantistici (1994-2011)
Nell'agosto 1994, andò in porto lo scambio di titoli sportivi tra l'Atletico Leonzio ed il Catania '93, tentato l'anno prima da Proto,  con il trasferimento a Catania della società bianconera e sua trasformazione in Società Sportiva Atletico Catania. L'Associazione Sportiva Catania, meglio nota come Catania '93 e anch'essa di proprietà di Proto, che nella stagione 1993-1994 si piazzò al secondo posto nel girone I del Campionato Nazionale Dilettanti, venne ceduta ad una cordata di imprenditori lentinesi capeggiata da Rosanna Granata e il marito Enzo Reale, e trasferita a Lentini dove assunse la storica denominazione Società Sportiva Leonzio  e i colori bianconeri.
La nuova società bianconera ripartì dal girone I del Campionato Nazionale Dilettanti 1994-1995, in cui però si piazzò ultima e retrocedette in Eccellenza. La Leonzio militò nel girone B di Eccellenza per sei stagioni consecutive fino al 2000-2001, quando retrocedette in Promozione. Nella stagione 2001-2002, la Leonzio, inserita nel girone C di Promozione, e afflitta da gravi problemi finanziari fin dalla sua rifondazione avvenuta nel 1994, venne esclusa dopo aver rinunciato a quattro partite consecutive nel girone d'andata.
La Società Sportiva Leonzio venne rifondata nel giugno 2002 attraverso il cambio di denominazione del Football Club Real Lentini di Salvatore La Ferla, che nella stagione precedente ha militato nel girone F di Prima Categoria, in cui si era piazzato secondo. Ma nel contempo nella cittadina siciliana avvenne il trasferimento dell'Associazione Calcio Misterbianco di Giuseppe Cardaci, neopromosso in Serie D, che divenne Associazione Calcio Lentini. La Leonzio venne ripescata in Promozione e inserita nel girone C, il Lentini sostituì il Misterbianco nel girone I di Serie D.
Nella stagione 2002-2003, entrambe le compagini calcistiche lentinesi retrocedettero dai rispettivi campionati di militanza: il Lentini, arrivato sedicesimo in classifica, retrocedette in Eccellenza dopo aver perso i play-out contro la Nuova Vibonese, la Leonzio, si piazzò al penultimo posto e retrocedette direttamente in Prima Categoria. Nell'estate del 2003, l'AC Lentini e la SS Leonzio procedettero alla fusione e diedero vita all'Associazione Calcio Sporting Leonzio 1909, che venne ripescata nuovamente in Serie D.
La stagione 2003-2004 si concluse con una sofferta salvezza passando per i play-out, ma i continui problemi finanziari costrinsero la società ad iscriversi al campionato di Eccellenza 2004-2005, dove cambiò denominazione in Associazione Sportiva Leonzio 1909,  poi in Associazione Calcio Dilettanti Leonzio 1909 e quindi in Associazione Sportiva Dilettantistica Leonzio 1909.
La permanenza in Eccellenza della Leonzio dura fino alla stagione 2007-2008, che retrocede per due stagioni consecutive fino alla Prima Categoria. Nel 2009-2010 la squadra, raggiunge e perde i play-off contro il Real San Cristoforo con un pesantissimo 0-5 casalingo, ma viene ripescata nella categoria superiore.
Nella stagione 2010-2011, la Leonzio vince il girone D del campionato di Promozione, con una giornata d'anticipo, e viene promossa in Eccellenza, grazie alla vittoria per 1-0 sul Comiso. Ma il ritorno nella massima competizione regionale non è stata delle migliori: il 14 settembre 2011 il presidente Piero Cundari lascia la sua carica. La squadra chiude il campionato di Eccellenza 2011-2012 al quindicesimo posto con soli 6 punti.
Il 10 agosto 2012, per mancanza di un proprietario, il sodalizio non viene iscritto ad alcun campionato. In seguito, grazie a Christian Tuzza, presidente pro-tempore della società A.S.D Skirmjan, si riesce a ripartire dalla Terza Categoria, ultimo livello della piramide calcistica italiana, assumendo la denominazione di A.S.D. Atletico Leonzio. Inoltre, per la contemporanea partecipazione al campionato da parte del Siracusa (causa mancata iscrizione ai tornei professionistici), viene disputato un insolito derby. I bianconeri al termine della stagione si classificano al quinto posto, non riuscendo ad ottenere la promozione in Seconda Categoria.

### La Sicula Leonzio di Giuseppe Leonardi (2013-2020) e il ritorno in Serie C
Il primo luglio 2013, l'imprenditore catanese Giuseppe Leonardi rileva il titolo sportivo della Real Belpassese, iscrivendo il sodalizio bianconero al campionato di Promozione con la denominazione di A.S.D. Sicula Leonzio, ottenendo il benestare da parte della Lega. La nuova società con il mister Pierpaolo Alderisi chiude il campionato in terza posizione, si qualifica ai play-off, ma viene sconfitta dal Compr. Normanno. Nella stagione seguente i bianconeri lottano per la vittoria del girone contro il Gela e l'Atletico Gela. La matematica promozione in Eccellenza viene raggiunta all'ultima giornata, grazie alla vittoria casalinga per 6-2 contro il Macchitella.
La stagione 2015-2016 del campionato di Eccellenza incomincia con una sconfitta a Taormina per 2-0. Da lì in avanti la squadra, grazie ad una lunga serie di risultati positivi, si proietta nei vertici del campionato e dopo un lungo testa a testa con Igea Virtus e Rocca di Caprileone, chiudono al terzo posto in classifica. Nei play-off del girone, i lentinesi eliminano Troina e Acireale, approdando ai play-off intergirone. In semifinale sconfigge nel doppio confronto il San Giorgio a Cremano (0-1 in Campania e 3-1 in Sicilia). Il 12 giugno a Pisticci nella gara di ritorno della finale, i bianconeri battono il Real Metapontino per 2-0 (dopo aver pareggiato 2-2 In Sicilia) approdando, dopo 12 anni, in Serie D.

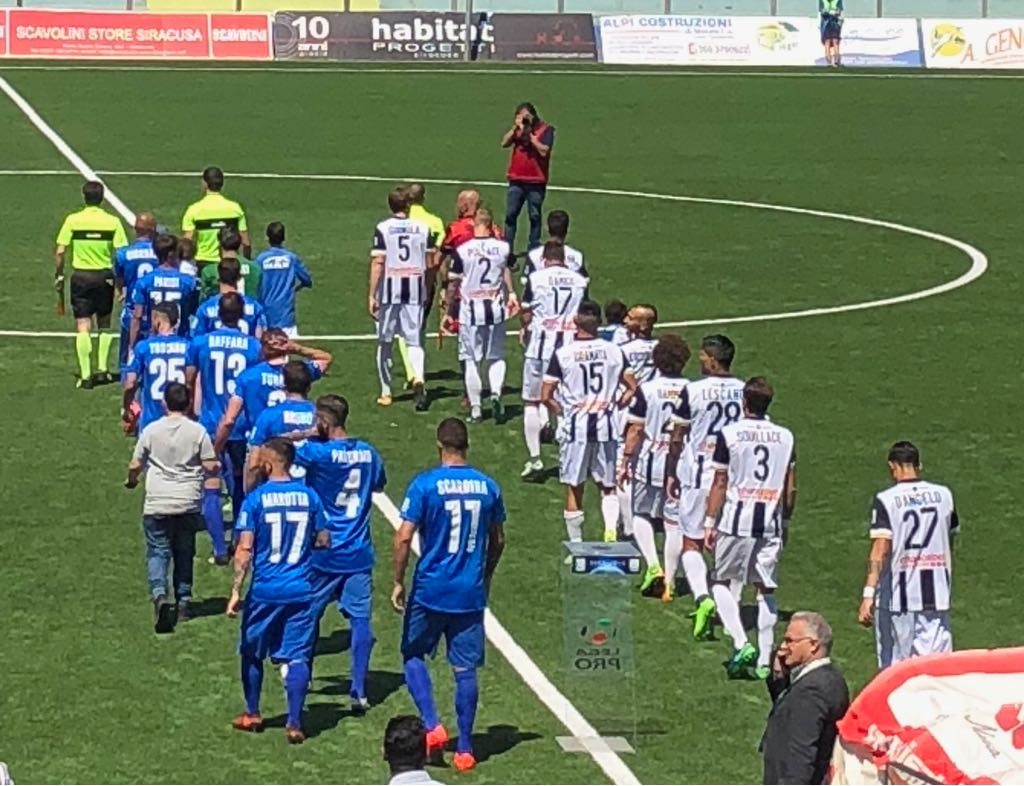
Il 6 maggio 2018, con Siracusa-Sicula Leonzio 1-0, torna a disputarsi in Serie C il derby della provincia siracusana.

Per il campionato 2016-2017, la Sicula Leonzio si presenta ai nastri di partenza con numerosi innesti di qualità (molti di essi provenienti dal Siracusa, fresco vincitore di campionato) in modo da assicurarsi un torneo più che dignitoso. La partenza è positiva, tuttavia, in seguito alla sconfitta casalinga per 0-4 contro l'Igea Virtus, il tecnico Catania viene esonerato e sostituito il 21 novembre 2016 da Francesco Cozza, ex tecnico della Reggina. Da quel momento la squadra inanella una lunga serie di risultati utili, comprensivi inoltre di quindici vittorie consecutive, riuscendo a staccare le dirette concorrenti. Il 13 aprile, grazie alla sconfitta della Cavese, seconda in classifica, i lentinesi festeggiano il ritorno in Serie C e l'approdo nel professionismo a 23 anni di distanza dall'ultima volta. Nelle gare di poule scudetto, i bianconeri, si arrendono in semifinale, perdendo per 1 a 0 contro il Monza (poi vincitore della competizione), abbandonando di fatto il sogno tricolore.
Con l'accesso al campionato professionistico di terza serie, il 31 luglio 2017 il club diventa una società a responsabilità limitata cambiando la denominazione in Sicula Leonzio.

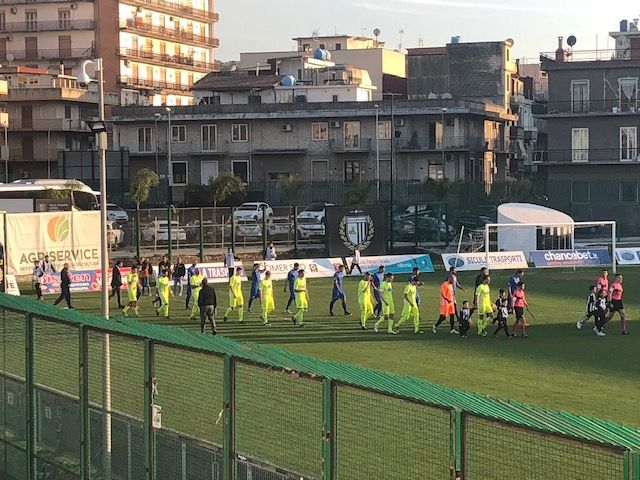
Sicula Leonzio-Siracusa 1-2 (stagione 2018-2019).

Il tecnico Pino Rigoli (ex allenatore del Catania), ufficializzato il 21 giugno 2017, firma un contratto biennale, ma, visti i risultati deludenti, è esonerato alla fine di dicembre per fare spazio ad Aimo Diana. I bianconeri inanellano risultati utili, centrando l'obiettivo dei play-off grazie al decimo posto. Agli spareggi l'avversaria è, in gara unica, il Cosenza in Calabria, con la vittoria quale unico risultato disponibile per i siciliani per proseguire il cammino negli spareggi per la promozione in Serie B. Dopo essere passati in vantaggio, a dieci minuti dal termine i bianconeri si fanno dapprima raggiungere e poi superare in pieno recupero, perdendo per 2-1. Ciononostante il campionato del ritorno fra i professionisti è più che dignitoso per la compagine presieduta da Giuseppe Leonardi, con la soddisfazione della vittoria esterna ottenuta sul campo del Catania per 2-1. Nelle due annate seguenti il club ottiene due salvezze, grazie al tredicesimo posto nel 2018-2019 e al diciassettesimo posto e alla vittoria dei play-out contro il Bisceglie nel 2019-2020.
Il 5 agosto 2020, termine ultimo per l'iscrizione al campionato di Serie C, Leonardi non presenta l'iscrizione del sodalizio siciliano al campionato; la Sicula Leonzio cessa dunque le proprie attività.

### Il ritorno in Eccellenza (2021-)
Nella stagione 2021-2022 rinasce la Leonzio ottenendo l’iscrizione al campionato di Eccellenza, ma dopo un buon inizio di stagione, alcune vicissitudini societarie portano il club ad essere escluso dal torneo a seguito di due rinunce di partite.
La stagione successiva, Gaetano Vinci presidente del Carlentini Calcio militante nel campionato di Eccellenza, si convince a trasferire il titolo sportivo a Lentini. In campionato i bianconeri si piazzeranno al quarto posto in classifica accedendo così ai playoff promozione (poi persi a Taormina 3-2); miglior marcatore del club Antonino Carbonaro con 24 reti, che si laurea anche capocannoniere del torneo.

## Colori e simboli

### Colori
Il colore della maglia della Leonzio è il bianconero a strisce verticali, calzoncini e calzettoni bianchi. La casacca della seconda divisa è giallonera, con calzoncini gialli e calzettoni gialloneri a strisce.

### Simboli ufficiali

#### Stemma
Il simbolo della Leonzio non è altro che lo stemma rappresentativo della città di Lentini. Esso è composto per metà dai colori sociali del club (strisce verticali bianco e nero) e per l'altra metà da una torre a tre merli, con ai suoi piedi il leone d'oro; attorno allo scudo presenza di spighe di grano dorate.

#### Inno
Nel 2014 il giovane lentinese Simone Costanzo produce una canzone d'amore nei confronti della squadra della propria città intitolata Lentini siamo noi.

## Strutture

### Stadio
La Sicula Leonzio gioca le partite casalinghe allo stadio Angelino Nobile. L'impianto ha una capienza di circa 3 500 spettatori ed è intitolato ad Angelino Nobile, che nei primi anni del '900, ancora studente, fondò il calcio a Lentini insieme ad altri soci.
Il 29 giugno 2017 il Consiglio comunale di Lentini assegna una convenzione ventennale dello stadio alla società Sicula Leonzio.
Dalla 9ª alla 29ª giornata della stagione 2017-2018 la squadra bianconera ha disputato i propri incontri casalinghi allo stadio Angelo Massimino di Catania, in attesa della fine dei lavori di adeguamento dell'impianto lentinese. Conclusi i lavori, dal 2018 al 2020 il presidente Leonardi ha modificato il nome dell'impianto da gioco in Sicula Trasport Stadium sponsorizzando in modo maggiore il nome della propria società Sicula Trasporti.

## Società
La matricola più rilevante del club è stata la n. 57731 ovvero quella della S.S. Atletico Leonzio, rilevata nel 1988 dall'Atletico Catania e in uso fino al 1994 anno in cui il titolo sportivo torna nella città etnea. Di questi sei anni di matricola, il club parteciperà a cinque campionati di Serie C2 e uno di Serie C1, fino ad oggi tra i più continuativi nel panorama professionistico. Persa la Serie C1, si riparte dal Campionato Nazionale Dilettanti con la SS Leonzio 1909 con matricola n.81824 fino al 2002, anno in cui, per problemi economici, il club non viene iscritto ad alcun campionato. Nel 2013, con l'avvento del Presidente Giuseppe Leonardi, il club cambia denominazione in Sicula Leonzio con matricola n.740656, approdando nel giro di quattro anni dal campionato di Promozione al campionato di Serie C.
Nel 2021 rileva il titolo sportivo dell’Asd Siracusa partecipando al campionato di Eccellenza con matricola n.951956, per poi essere esclusa a febbraio 2022 dal campionato dopo due rinunce.
Nel 2022 rileva il titolo sportivo dell’Asd Carlentini Calcio partecipando al campionato di Eccellenza con matricola n.933381.
La sede sociale del club è ubicata in via Cortile Breci, 29 a Lentini.
| Anni      | Denominazione                             |
| --------- | ----------------------------------------- |
| 1909-1919 | Sport Club Leonzio                        |
| 1919-1988 | Società Sportiva Leonzio                  |
| 1988-1991 | Società Sportiva Atletico Leonzio         |
| 1991-1994 | Leonzio 1909                              |
| 1994-2002 | Società Sportiva Leonzio 1909             |
| 2002-2003 | Associazione Calcio Lentini               |
| 2003-2004 | Associazione Calcio Sporting Leonzio 1909 |
| 2004-2012 | Associazione Calcio Leonzio 1909          |
| 2012-2013 | ASD Atletico Leonzio                      |
| 2013-2016 | ASD Sicula Leonzio                        |
| 2016-2017 | Società Sportiva Sicula Leonzio           |
| 2017-2020 | Sicula Leonzio                            |
| 2021-2022 | ASD FC Leonzio 1909                       |
| 2022-2024 | ASD S.S. Leonzio 1909                     |
| 2024-oggi | SS Leonzio 1909 SSD                       |

### Sponsor
Di seguito la cronologia dei fornitori tecnici e degli sponsor ufficiali.
| Cronologia degli sponsor tecnici - 1909-1988 non presente - 1989-1991 Icos - 1991-1994 California - 1995-1999 Lotto - 2002-2006 Legea - 2006-2009 Givova - 2010-2012 Max - 2013-2014 Legea - 2014-2015 Joma - 2015-2017 Umbro - 2017-2018 Erreà - 2018-2020 Kappa - 2021-2022 Max - 2022-oggi Givova | Cronologia degli sponsor ufficiali - 1909-1979 non presente - 1979-1980 Lencar - 1980-1989 ... - 1989-1991 Tarocco Doc - 1992-1993 Agrumi di Lentini - 1993-1994 La Sicilia - 1996-1997 Polaris Assicurazioni - 1997-1999 Bar Etna Lentini - 2000-2010 ... - 2010-2012 SiSolar - 2012-2014 Città di Lentini - 2014-2016 Sicula Trasporti - 2016-2017 Sicula Trasporti/Saitta - 2017-2019 Sicula Trasporti/ChanceBet.it - 2019-2020 Sicula Trasporti/AgriServgice - 2021-2022 non presente - 2022-2023 CO.FE.RO/Premiafinance - 2023-2024 Volatile Bernardo/Premiafinance |

## Allenatori e presidenti

### Allenatori

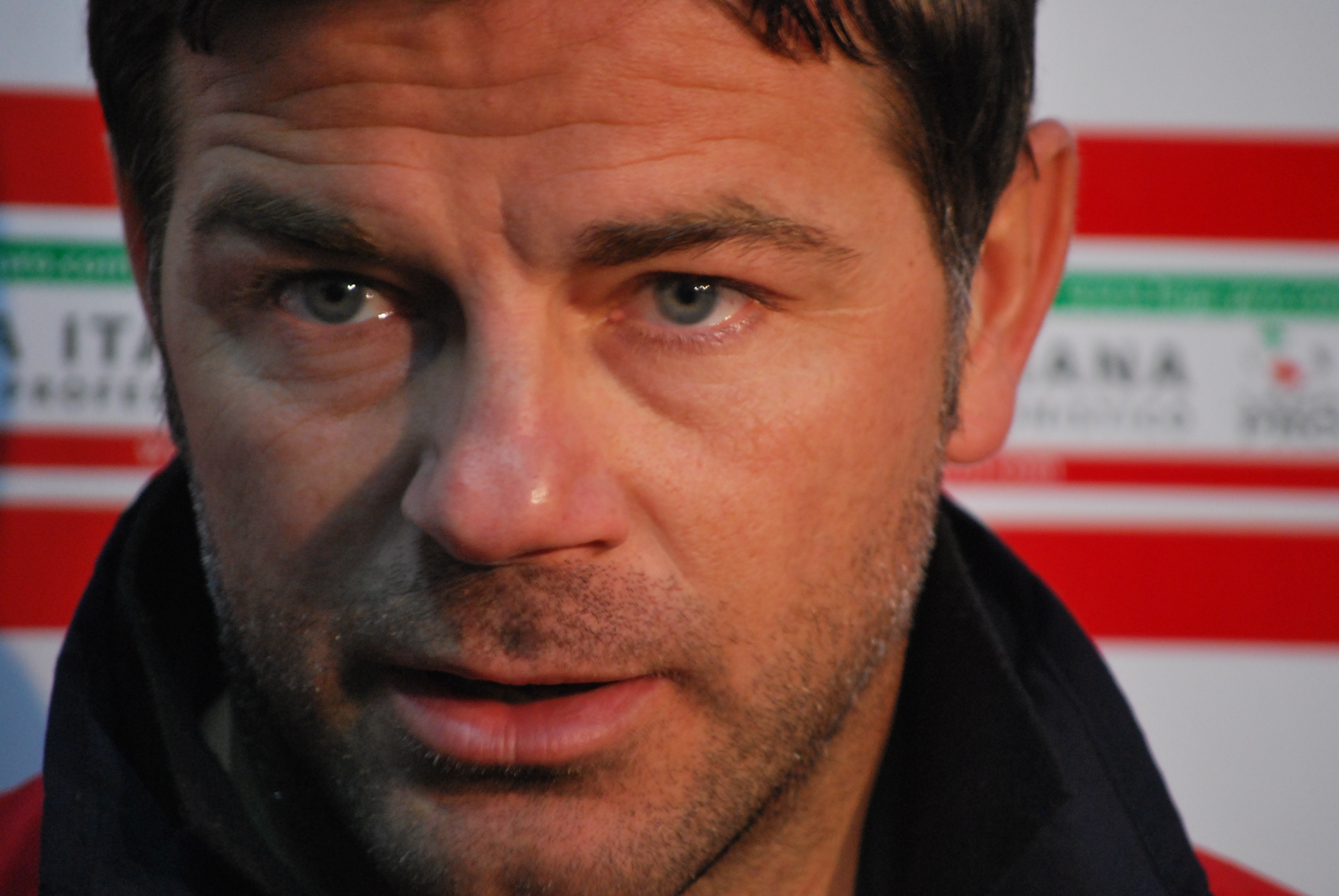
Il tecnico Francesco Cozza principale artefice della promozione in Serie C (stagione 2016-2017).

Lentini da sempre è stata una piazza trampolino di lancio per diversi tecnici alla loro prima esperienza in panchina. Così se alcuni di essi intrapresero una carriera brillante come l'eclettico Oronzo Pugliese o Egizio Rubino, per altri fu un'importante esperienza come Adelmo Prenna, l'uruguaiano Washington Cacciavillani (primo e unico allenatore straniero a sedere sulla panchina dei bianconeri). Fra i tecnici più stimati dalla piazza si rammentano sicuramente i tecnici delle stagioni disputate in Serie C come Salvatore Zammataro (primo allenatore in Serie C), Osvaldo Jaconi (protagonista della promozione in Serie C1), Salvatore Bianchetti e Aimo Diana. Altri tecnici che lasciarono ricordi indelebili a Lentini sono Angelo Busetta (ex Catania, Messina e Siracusa), il lentinese doc Sebastiano Catania, e Francesco Cozza. Quest'ultimo risulta essere sicuramente fra i tecnici più vincenti in bianconero, in quanto condusse a suon di record la Leonzio in Serie C nella stagione 2015-2016.
Di seguito la cronologia degli allenatori che si sono susseguiti negli anni.
- 1909-1915 ...
- 1915-1919 Attività sospese per cause belliche
- 1919-1937 ...
- 1937-1940  Oronzo Pugliese
- 1940-1945 Attività sospese per cause belliche
- 1945-1946  Salvatore Zammataro
- 1946-1951 ...
- 1951-1952  Giuseppe Strafalaci 
 Sebastiano Marengoni
- 1952-1953  Salvatore Zammataro 
 Enzo Di Giulio
 Sebastiano Pimperi
 Egizio Rubino
- 1953-1954  Riccardo De Signori
- 1954-1956  Giuseppe Bradaschia
- 1956-1960  Luigi De Francesco
- 1960-1967 ...
- 1967-1969  Adelmo Prenna (allen.-gioc.)
- 1969-1970  Adelmo Prenna (allen.-gioc.)
 Luigi Valeschi
- 1970-1973  Washington Cacciavillani
- 1973-1974  Michele Borgia
- 1974-1975  Luigi Soffrido
- 1975-1978 ...
- 1978-1979  Aldo De Fazio
- 1979-1980  Filippo Cracchiolo
- 1980-1981  Salvatore Golino
- 1981-1982  Salvatore Golino
 Filippo Cracchiolo
 Vincenzo Avola
- 1982-1983 ...
- 1983-1985  Florindo Bragatto
- 1985-1987 ...
- 1988-1990  Salvatore Bianchetti
- 1990-1993  Osvaldo Jaconi
- 1993-1994  Pantaleo De Gennaro
 Salvatore Bianchetti
- 1994-1996  Lino Gurrisi
- 1996-1997  Lino Gurrisi
 Giuseppe Petralia
- 1997-1998  Antonino Santonocito
 Angelo Busetta
- 1998-1999  Lino Gurrisi
 Orazio Pidatella
- 1999-2001  Giuseppe Zarbano
- 2001-2002  Lino Gurrisi
- 2002-2003  Giovanni Pulvirenti
 Santino Nuccio
- 2003-2004  Giovanni Pulvirenti
 Davide Marzola
- 2004-2007  Luigi Chiavaro
- 2007-2008  Giuseppe Anastasi
- 2008-2009  Gaetano Costa
 Ettore Tortorici
 Giuseppe Anastasi
- 2009-2010  Luigi La Rosa
- 2010-2011  Domenico Guarino
 Orazio Pidatella
- 2011-2012  Alessandro Settineri
 Lucio Tosto
 Sebastiano Catania
- 2012-2013  Antonio Respisi
- 2013-2015  Pierpaolo Alderisi
- 2015-2016  Sebastiano Catania
- 2016-2017  Sebastiano Catania (1ª-12ª)
 Francesco Cozza (13ª-34ª)
- 2017-2018  Pino Rigoli (1ª-17ª)
 Aimo Diana (18ª-38ª)
- 2018-2019  Paolo Bianco (1ª-15ª)
 Pierpaolo Alderisi (16ª)
 Vincenzo Torrente (17ª-38ª)
- 2019-2020  Vito Grieco (1ª-11ª)
 Giovanni Bucaro (12ª-21ª)
 Vito Grieco (22ª-30ª e play-out)
- 2021-2022  Marco Coppa (1ª-18ª)
- 2022-2023  Natale Serafino (1ª)
 Sebastiano Catania(2ª-16ª)
 Fabrizio Daghìo (17ª-30ª e play-out)
- 2024-2025  Gaspare Violante

### Presidenti
Fra i vari presidenti che si sono susseguiti nella Leonzio, vengono ricordati affettuosamente dalla piazza i vari Filadelfo Conti (li condusse alla prima storica promozione in Serie C nel 1945), Delfo Caracciolo (con lui i bianconeri tornarono in Serie D nella stagione 1968-1969 per rimanerci dieci anni di fila, e Giuseppe Catania.
Discorso a parte merita Franco Proto, che si scrisse indubbiamente pagine importanti del sodalizio bianconero. Infatti, se dapprima con il trasferimento del titolo sportivo da Catania a Lentini, fece disputare importanti campionati in Serie C2 e Serie C1, successivamente, approfittando della mancata iscrizione del Catania dal panorama professionistico per problemi finanziari, spostò nuovamente il titolo sportivo, ma a parti inverse, da Lentini a Catania, facendo ripiombare i bianconeri nei campionati dilettantistici per quasi venticinque anni.
Dal 2013 al 2020 la presidenza è stata ricoperta da Giuseppe Leonardi, imprenditore etneo, che da subito è entrato di diritto tra i presidenti più vincenti del club. Difatti, dopo aver rilevato il titolo sportivo del Real Belpassese nel campionato di Promozione, dal 2014 ottiene tre promozioni consecutive (stagioni 2014-2015, 2015-2016 e 2016-2017) che portano i bianconeri dalla Promozione alla Serie C.
Di seguito la cronologia dei presidenti che si sono susseguiti negli anni.
- 1909-1915 Giuseppe Messina,  Angelino Nobile  Francesco Siracusano e  Francesco Marino
- 1915-1919 Attività sospese per cause belliche
- 1919-1931 ...
- 1931-1932  Francesco Valenti
- 1932-1933  Vincenzo De Geronimo
- 1933-1934  Salvatore Perrotta
- 1934-1937  Pietro Barone e  Fuccio Di Sanzà
- 1937-1940  Alfio Conti
- 1940-1945 Attività sospese per cause belliche
- 1945-1947  Filadelfo Conti
- 1947-1951  Salvatore Messina
- 1951-1952  Salvatore Piccione
- 1952-1953  Mario Biagioni
- 1953-1956  Francesco Bonfiglio
- 1957-1970  Enzo Ragazzi
- 1970-1973  Filadelfo Caracciolo
- 1973-1976  Delfo Manoli
- 1976-1980  Giuseppe Catania
- 1980-1982  Antonino Caponetto
- 1982-1985  Placido Restuccia
- 1985-1988  Enzo Ragazzi
- 1988-1989  Salvatore Tabita
 Giovanni Di Prima e  Antonio Sciuto
 Arturo Barbagallo
- 1989-1994  Franco Proto
- 1994-1996  Carmelo Cirinnà
- 1996-1997  Marcello Anastasi
- 1997-1998  Santo Pollicino
- 1998-2001  Giuseppe Failla
- 2001-2005  Marcello Anastasi
- 2005-2008  Giuseppe Catania
- 2008-2009  Giuseppe Bosco
- 2009-2011  Piero Cundari
- 2011-2012  Alessio Virgillito
- 2012-2013  Christian Tuzza
- 2013-2020  Giuseppe Leonardi
- 2021-2022  Giuseppe Peditto
- 2022-2024  Gaetano Vinci
- 2024-oggi  Gaetano Nardo

## Calciatori

Il bomber Giovanni Pisano passò dalla Leonzio al Foggia in Serie A.

### Capitani
Tra i capitani che hanno scritto pagine di storia importanti della Leonzio, si ricordano negli anni ottanta Florindo Bragatto, Francesco Santoro, ma è negli anni novanta che vengono scritte pagine indelebili per il sodalizio bianconero. Difatti col passaggio del titolo sportivo da Catania a Lentini, dapprima in Serie C2 e poi con la Serie C1, Lentini ebbe l'opportunità di ammirare diversi atleti di un certo rilievo. Se capitani come Andrea Stimpfl, Rosario Picone o Edmondo De Amicis difficilmente verranno dimenticati, non sono da meno anche calciatori di un certo calibro, che intrapresero una carriera brillante come Giovanni Pisano, Gaetano Calvaresi o Giuseppe Fornaciari. Nel 2017 con il ritorno in Serie C, dopo quasi venticinque anni di assenza, ad indossare la fascia di capitano dei bianconeri è Antonio Narciso, portiere pugliese con diversi trascorsi in serie B.
Di seguito la cronologia dei capitani che si sono susseguiti negli anni:
- Angelino Nobile (1909-1915)
- Attività sospesa per cause belliche (1915-1919)
- ... (1919-1940)
- Attività sospesa per cause belliche (1940-1945)
- ... (1945-1966)
- Adelmo Prenna (1967-1969)
- Antonio Rosano (1970-1976)
- ... (1977-1981)
- Domenico Geracitano (1982-1983)
- Florindo Bragatto (1983-1985)
- Francesco Santoro (1985-1987)
 Giovanni Grande
- Andrea Stimpfl (1988-1989)
- Rosario Picone (1991-1992)
- Edmondo De Amicis (1992-1994)
- Vincenzo Messina (1994-1996)
- Giuseppe Moro (1996-1997)
 Alfio Scalia

- Gaetano Ricordi (1997-1998)
 Graziano Zani
- Giuseppe Sequenzia (1998-1999)
- Giuseppe Zarbano (1999-2000)
 Sebastiano Catania
- Giuseppe Sequenzia (2000-2003)
- Massimo Negro (2003-2004)
- Cosimo Montalto (2004-2006)
- Manlio Rossitto (2006-2009)
- Carmelo Costanzo (2009-2011)
- Dario Bonelli[43] (2011-2013)
- Francesco Fascetto[44] (2013-2016)
- Giovanni Ricciardo[45] (2016-2017)
- Antonio Narciso[46] (2017-2018)
- Antonio Aquilanti (2018-2019)
- Cristian Sosa (2019-2020)
- Antonino Carbonaro (2022-2023)
- Alessio Sangiorgio (2023-2024)

## Palmarès

### Competizioni interregionali
- Serie D: 1

2016-2017 (girone I)

### Competizioni regionali
- Promozione: 2

2010-2011 (girone D), 2014-2015 (girone D)
- Prima Categoria: 1

1968-1969 (girone B)
- Prima Divisione: 1

1952-1953
- Coppa della Regione: 1

1952-1953
- Coppa Italia Dilettanti Sicilia: 1

1998-1999

### Altri piazzamenti
- Serie C2:

Secondo posto: 1992-1993 (girone D)
- Serie D:

secondo posto: 1972-1973 (girone I)
- Eccellenza:

terzo posto: 1997-1998 (girone B), 2015-2016 (girone B)
- Promozione:

secondo posto: 1954-1955, 1956-1957
terzo posto: 2013-2014 (girone C)
- Prima Categoria:

secondo posto: 1966-1967 (girone B)
terzo posto: 1961-1962 (girone B), 1962-1963 (girone B), 1965-1966 (girone B), 1967-1968 (girone B), 2009-2010 (girone F)
- Scudetto Serie D:

Semifinalista: 2016-2017

## Statistiche e record

### Partecipazione ai campionati

#### Campionati nazionali
| Livello | Categoria                                     | Partecipazioni | Debutto   | Ultima stagione | Totale |  |
| ------- | --------------------------------------------- | -------------- | --------- | --------------- | ------ |  |
| 3º      | Serie C                                       | 4              | 1945-1946 | 2019-2020       | 5      |  |
| 3º      | Serie C1                                      | 1              | 1993-1994 | 1993-1994       | 5      |  |
| 4º      | Campionato Interregionale                     | 1              | 1958-1959 | 1958-1959       | 17     |  |
| 4º      | Serie D                                       | 11             | 1959-1960 | 2016-2017       | 17     |  |
| 4º      | Serie C2                                      | 5              | 1988-1989 | 1992-1993       | 17     |  |
| 5º      | Campionato Interregionale - Seconda Categoria | 1              | 1957-1958 | 1957-1958       | 5      |  |
| 5º      | Campionato Nazionale Dilettanti               | 1              | 1994-1995 | 1994-1995       | 5      |  |
| 5º      | Serie D                                       | 3              | 1978-1979 | 2003-2004       | 5      |  |

#### Campionati regionali
| Livello | Categoria            | Partecipazioni | Debutto   | Ultima stagione | Totale |
| ------- | -------------------- | -------------- | --------- | --------------- | ------ |
| I       | Prima Divisione      | 1              | 1939-1940 | 1951-1952       | 34     |
| I       | Promozione           | 10             | 1953-1954 | 1985-1986       | 34     |
| I       | Prima Categoria      | 9              | 1960-1961 | 1968-1969       | 34     |
| I       | Eccellenza           | 15             | 1995-1996 | 2024-2025       | 34     |
| II      | Seconda Divisione    | 2              | 1934-1935 | 1938-1939       | 8      |
| II      | Promozione           | 6              | 2001-2002 | 2014-2015       | 8      |
| III     | Prima Categoria      | 1              | 2009-2010 | 2009-2010       | 1      |
| V       | Terza Categoria      | 1              | 2012-2013 | 2012-2013       | 1      |
| /       | Campionato Siciliano | 1              | 1944-1945 | 1944-1945       | 1      |

### Partecipazione alle coppe
| Competizione         | Partecipazioni | Debutto   | Ultima stagione | Totale |
| -------------------- | -------------- | --------- | --------------- | ------ |
| Coppa Italia         | 1              | 2018-2019 | 2018-2019       | 1      |
| Coppa Italia Serie C | 9              | 1988-1989 | 2019-2020       | 9      |
| Coppa Italia Serie D | 2              | 2003-2004 | 2016-2017       | 2      |
| Poule Scudetto       | 1              | 2016-2017 | 2016-2017       | 1      |

### Statistiche di squadra
La Leonzio nel corso della sua storia, ha avuto modo di affrontare alcuni club di primo piano. In gare ufficiali, il club maggiormente blasonato è stato il Catania, affrontato tra campionato e coppa Italia 14 volte (8 vittorie per gli etnei, 4 pareggi e 2 vittorie per i bianconeri). Per quanto riguarda le amichevoli disputate con club di massima serie, nel 2017 ne vennero disputate ben due, una il 5 gennaio contro il Bologna (0-6), giocata sul neutro di Torre del Grifo e l'altra il 29 luglio contro il Crotone (0-1) giocata a Spezzano della Sila in provincia di Cosenza. Il 18 agosto 2018 i bianconeri affrontano in amichevole il Palermo al Campo Tenente Onorato quartier generale dei rosa-nero, imponendosi a sorpresa col punteggio di 2-0 con reti di D'Angelo e Marano. Contro il Siracusa, con cui si gioca l'importante derby della provincia, i due club si sono affrontati complessivamente 44 volte (la prima volta avvenne il 13 gennaio 1946).
Siracusa: Pistorino, Menegatti, Ciurli, Pala, Ambrogio, Carpinteri, Carussio, Fazzina, Paparella, Campisi, Curti.
Allenatore: Cancelliere
Leonzio: Tagliaverga, Mirabella, Floresta, Di Stefano, Fardella, Di Pietro, Puleio, Martinez, Cavaleri, Grimaldi, Lasacona.
Allenatore: Zammataro
Arbitro: Gentile di Catanzaro.
Marcatori: 72' Paparella (Sr)

### Statistiche individuali
La Leonzio nella stagione calcistica 2016-2017 durante il campionato di Serie D, riesce a stabilire due record, facendo parlare di sé tutto il panorama calcistico nazionale. Dopo aver stabilito il primato di imbattibilità della porta, unico club dalla Serie A alla Serie D a non aver subito reti dalla prima alla sesta giornata di campionato, il club bianconero riesce ad inanellare ben 15 vittorie consecutive (dall'11 dicembre 2016 al 9 aprile 2017), che oltre al record in se stesso condurranno il club alla storica promozione in Serie C.
Di seguito i primatisti di presenze e reti in gare ufficiali.
| Record di presenze - 290 Carmelo Alecci (1964-1976) - 140 Giuseppe Sequenzia (1990-1993, 2000-2003) - 135 Filadelfo Insauto (1989-1994, 1996-1998) - 123 Edmondo De Amicis (1990-1994) - 114 Sebastiano Pincio (1988-1992) - 110 Graziano Zani (1991-1994, 1996-1999) - 109 Sebastiano Catania (1997-2000) - 95 Francesco Santoro (1988-1991) - 85 Manlio Rossitto (2007-2010) - 77 Marcello Pitino (1988-1990) | Record di reti - 38 Antonino Carbonaro (2015-2016, 2022-2023) - 32 Vincenzo Latella (1972-1976) - 31 Ettore Ferrauto (1972-1975) - 28 Cosimo Montalto (2004-2006) - 22 Marcello Pitino (1988-1990) - 19 Lino Signorelli (2013-2015) - 18 Sebastiano Bongiorno (1995-1996) - 15 Tiziano D'Isidoro (1990-1991) - 14 Andrea D'Amico (2015-2019) - 14 Giovanni Ricciardo (2016-2017) |

## Tifoseria

### Storia

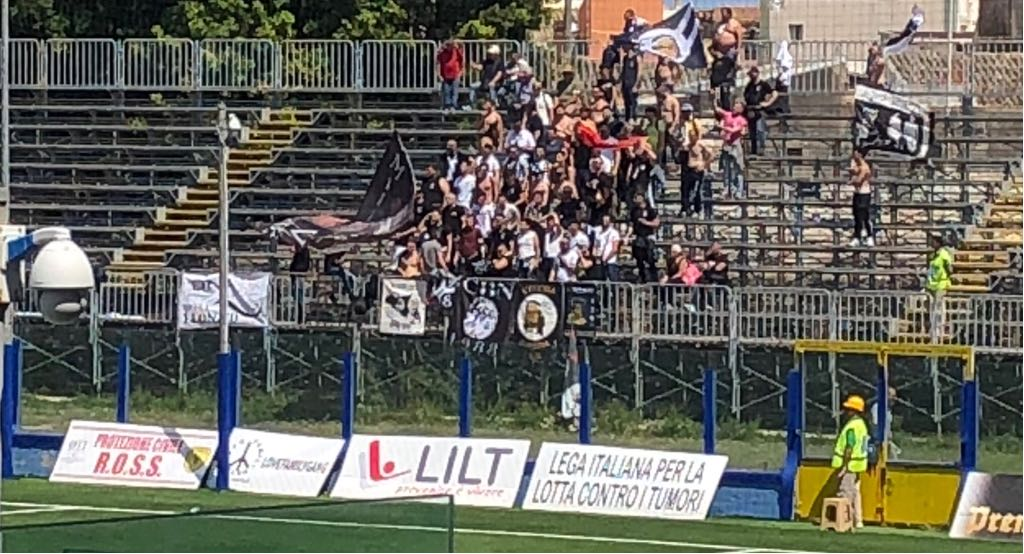
Commando Bianconero presente a Siracusa nel derby della provincia del 6 maggio 2018

Il primo gruppo ultras di Lentini nasce in gradinata alla fine degli anni ottanta (1988).
Chiamato Commando Bianconero, dagli anni 90 prendono posto in curva, e sono il principale gruppo organizzato.
Altre fazioni formatesi furono Bad Boys, Indians e Kaos.
I Bad Boys, fondati nel 1991 da un gruppo di studenti (i fratelli Dario e Fabio Saggio, Giuseppe Fisicaro e Alfio Tiziano Iapichello) furono l'unico gruppo alternativo al Commando Bianconero, con il quale strinsero una alleanza quasi obbligata visto che il nuovo gruppo contava più di 150 iscritti. 

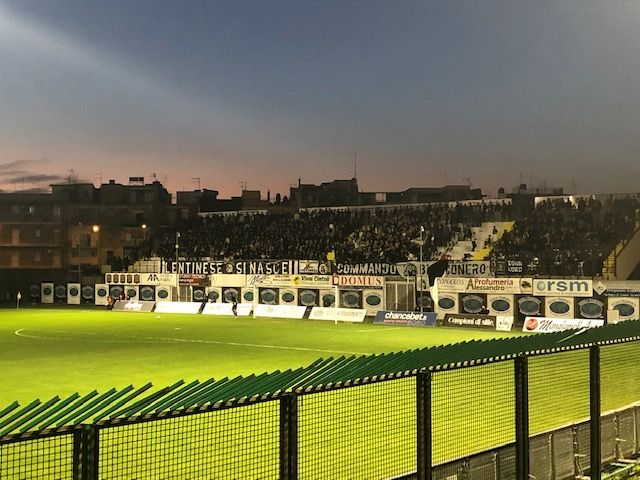
La Curva Crescimanni in azione (stagione 2018-2019).

L'incontro per sancire l'alleanza fra le due fazioni avvenne presso Piazza Duomo in Lentini in una fredda notte d'inverno. In quella occasione il capo ultrà del Commando bianconero e i fondatori dei Bad Boys sancirono un patto di ferro e dettarono di comune accordo le regole per la gestione del tifo organizzato. E pace fu fatta. Le due fazioni, per diverse stagioni calcistiche, collaborarono e si unirono in un grande tifo organizzato che portò al successo con la storica promozione in serie C1. Mentre gli Indians si erano, da tempo, già fusi all'interno del Commando Bianconero, i Bad Boys rimasero attivi per diversi anni fino a quando i 4 fondatori, nei primi anni 2000, decisero di sciogliere il gruppo facendo dono dello striscione (striscione bianco con scritta nera e bandiera sudista al centro) al capo ultrà del Commando bianconero che lo utilizza durante le gare.
Il 30 luglio 2017 la curva viene intitolata al tifoso bianconero Emilio Crescimanni, scomparso prematuramente in un incidente stradale il 31 dicembre 2007.
Nel 2025 il C.B.N. ha cessato ufficialmente la propria attività di gruppo portante dopo 37 anni di attività.
Nel Marzo 2025 un nuovo gruppo Ultras ha preso le redini del tifo I BAD BOYS LENTINI. 